# Duqueine Automotive
Pour les articles homonymes, voir Norma.
DUQUEINE Automotive, anciennement NORMA Auto Concept puis NORMA Automotive (ou tout simplement NORMA) est une marque de voiture de sport française basée sur le Pôle mécanique Alès-Cévennes. L’entreprise est fondée en 1984 par Norbert Santos et Marc Doucet dont les prénoms ont donné le premier nom de la marque (Nor-Ma). Elle s'est fait connaître en compétition automobile dans différentes catégories comme la monoplace, l’endurance et la course de côte. En 2017, le constructeur s’est associé au groupe DUQUEINE pour continuer à faire briller la marque à l’internationale.

## Histoire

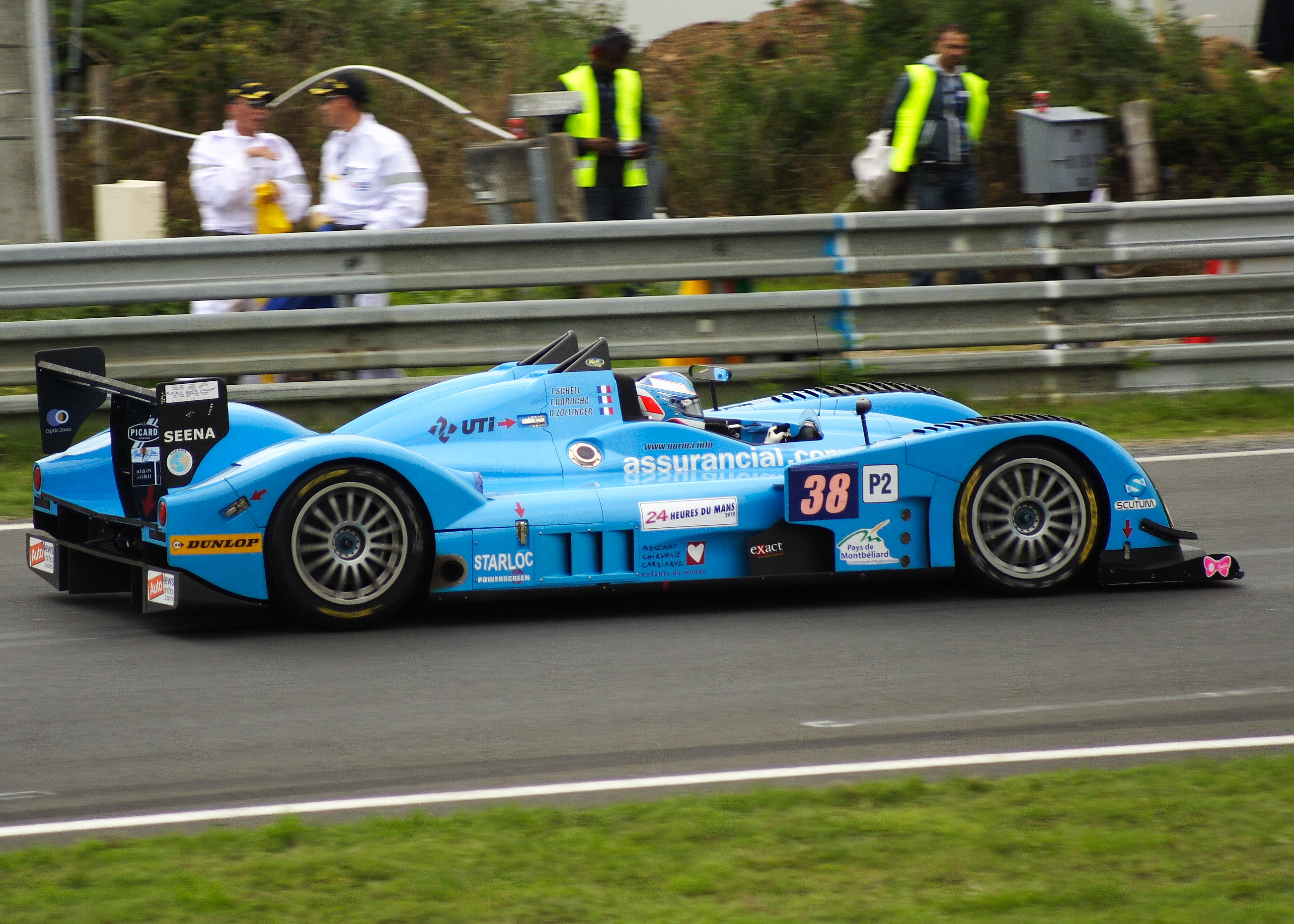
La Norma M200 du Pegasus Racing aux 24 Heures du Mans 2010

Les premiers prototypes sont conçus pour les courses de côte et ce n'est qu'en 1990 que Norma tente l'aventure des 24 Heures du Mans pour la première fois avec la M6 mais le moteur beaucoup trop innovateur et sans aucune fiabilité ne permettra pas à la voiture d'effectuer le moindre tour de circuit.
Parallèlement à cela, dans les années 1980, les frères Gilles et Vincent DUQUEINE commencent à construire des monoplaces de compétition. Cette aventure les mènera vers une première mondiale : la première F3 à coque carbone en 1984. En 1992, le groupe DUQUEINE oriente son développement vers l’aéronautique pour les années suivantes.
En 1999, le début de la collaboration avec Edouard Sézionale mène Norma dans une aventure américaine puisque la M2000 participe aux Rolex Sports Car Series dont font partie les 24 Heures de Daytona. Cette période aboutit à la première participation aux 24 Heures du Mans en 2003.
Le développement de la M20 apporte au constructeur une renommée internationale puisque ce prototype peut à la fois s'engager en courses de côte et en endurance. Ce modèle est construit en grand nombre et évolue régulièrement depuis sa sortie en 2003.
Le dernier prototype est une nouvelle voiture de la catégorie Le Mans Prototype LMP2 construit pour la saison 2010. Il est adopté par l'écurie Pegasus Racing pour participer à la saison de Le Mans Series et aux 24 Heures du Mans. Après des essais qualificatifs prometteurs la voiture abandonne à la suite d'un accrochage avec une Spyker alors qu'une Audi était en train de dépasser les deux voitures.
En 2011, la Norma M200  de l'écurie Extrême Limite AM Paris est placée sur la liste des voitures de réserve pour les 24 Heures du Mans 2011 par l'ACO. Elle est officiellement invitée lorsque Signatech annonce le forfait de sa deuxième voiture.
En 2014, puis en 2016, Romain Dumas remporte Pikes Peak au volant d'une Norma M20 RD Limited.
En 2015, l’Automobile Club de l’Ouest lance la catégorie LMP3 en limitant le nombre de constructeur. NORMA fait partie des quatre constructeurs retenus et présente quelques mois plus tard son nouveau modèle : la NORMA M30 LMP3.

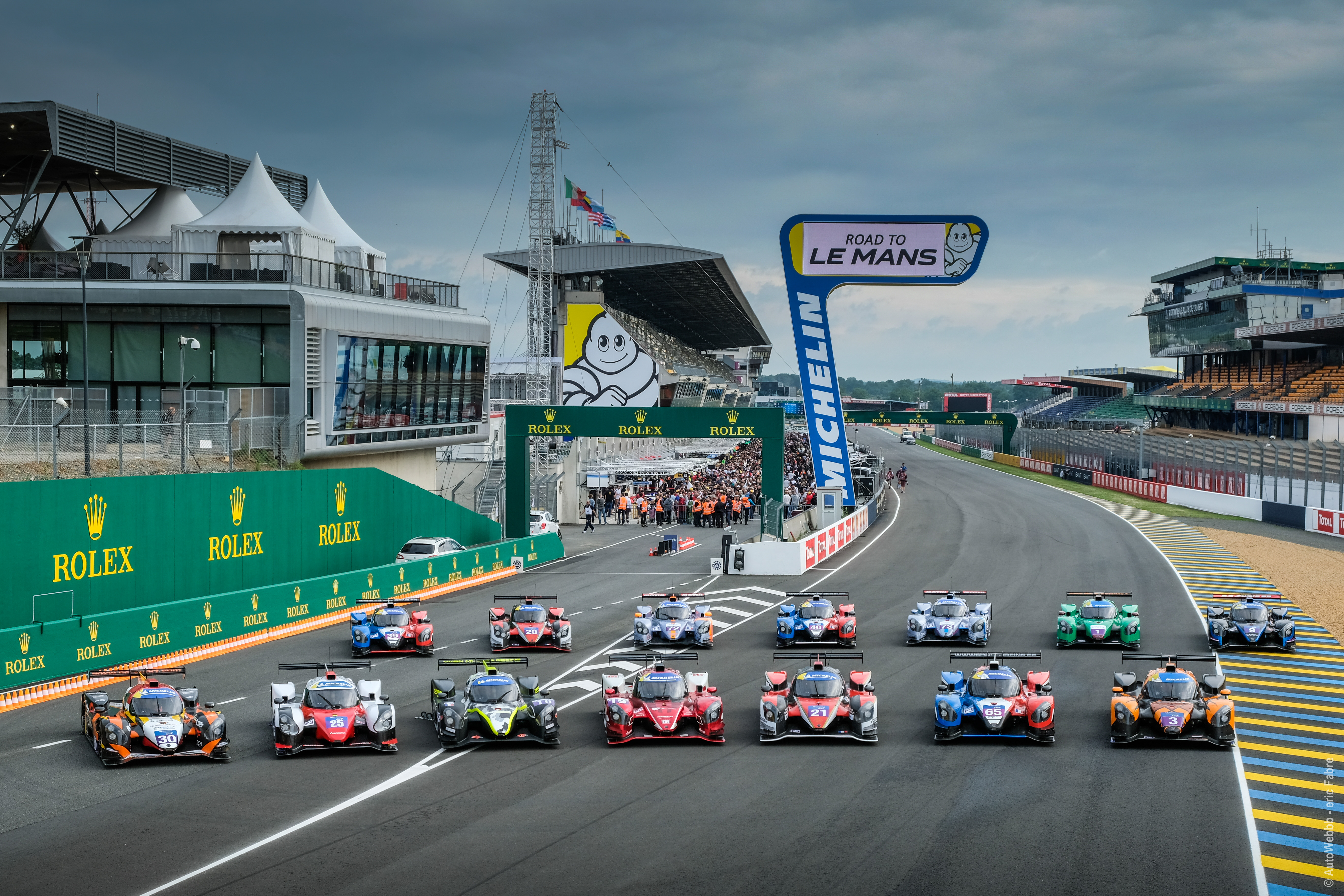
Les NORMA M30 au Road to Le Mans 2018

Plus de 50 prototypes NORMA M30 sont fabriqués et parcourent les championnats européens : European Le Mans Series, Michelin Le Mans Cup, VdeV, IMSA Prototype Challenge, etc.
Fin 2017, l'entreprise est rebaptisée NORMA Automotive à la suite d'un rachat par le groupe DUQUEINE, jusque là resté en dehors de toute activité de constructeur automobile depuis les années 1990, dans le but de développer la structure. Remaniée avec succès, la marque élève son niveau de prestation et devient un constructeur de prototypes LMP3 incontournable.
NORMA Automotive gère alors uniquement la partie LMP3 tandis qu'une autre structure, Nova Proto, prend en charge les NORMA M20 FC.
Début 2020, avec le lancement de la nouvelle réglementation LMP3, NORMA Automotive devient DUQUEINE Automotive et présente son tout nouveau prototype : la Duqueine D08. De gros investissements sont réalisés par la nouvelle entité DUQUEINE pour préparer l’année 2020 avec notamment une partie liée au développement en matière d'hybridation et d'électrique pour les constructeurs.

## Palmarès
- Michelin Le Mans Cup :
  - Champion 2017, 2018, 2019 avec DKR Engineering

- IMSA Prototype Challenge :
  - Champion 2019 avec Forty7 Motorsport
  - Vice-champion 2018 avec Forty7 Motorsport

- Ultimate Cup Series :
  - Vice-champion 2019 avec le Graff Racing

- 24 Heures du Mans :
  - sixième participation en 2012
  - Les Norma ont termine 2 fois la course (une fois non qualifié en 1990  trois abandons en 1995 ,2003 et 2010)

- 24 Heures de Daytona :
  - Quatre participations de 1999 à 2002

- Coupe Alfa Romeo :
  - Champion en 1991 avec Marcel Tarrès[6]
  - Vice-champion en 1992 avec claude Degremont et 1994

- Championnat VdeV :
  - Vainqueur du challenge Endurance Proto en 2009, 2010[7]

- Trophée Tourisme Endurance - Trophée Proto
  - Vainqueur du Trophée Proto Endurance en 2013, 2015, 2016, 2017, 2018, 2019

- Championnat de France de Formule Renault
  - Participation de 1997 à 2001

- Championnat de France de la Montagne
  - Participation depuis les débuts en 1984
  - Plusieurs titres de catégories, et sept titres absolus avec Nicolas Schatz, en 2013, 2014, 2015 et 2016 avec la M20 FC puis avec Sébastien Petit en 2017 et 2018 et finalement avec Geoffrey Schatz en 2019

- Championnat d'Europe de la Montagne
  - Championnat de Catégorie II avec Simone Faggioli, qui remporte les 12 courses de la saison en 2014, avec la M20 FC
  - Championnat de Catégorie II avec Simone Faggioli, qui remporte 8 des 12 courses de la saison en 2015, avec la M20 FC
  - Championnat de Catégorie II avec Simone Faggioli, qui remporte 9 courses de la saison en 2016, avec la M20 FC
  - Championnat de Catégorie II avec Simone Faggioli, qui remporte 5 courses de la saison en 2017, avec la M20 FC
  - Championnat de Catégorie II avec Simone Faggioli de la saison en 2019 avec la M20 FC

- Pikes peak
  - Vainqueur en 2014 avec la M20 "RD limited" avec Romain Dumas au volant et un temps de 9:05.801[8]
  - Vainqueur en 2016 avec la M20 "RD limited" version 2016, avec Romain Dumas au volant et un temps de 8:51:445[9].
  - Vainqueur en 2017 avec la M20 "RD limited" version 2017, avec Romain Dumas au volant et un temps de 9:05:672[10].

## Modèles construits
- M4 (1984)
- M5 (1985)

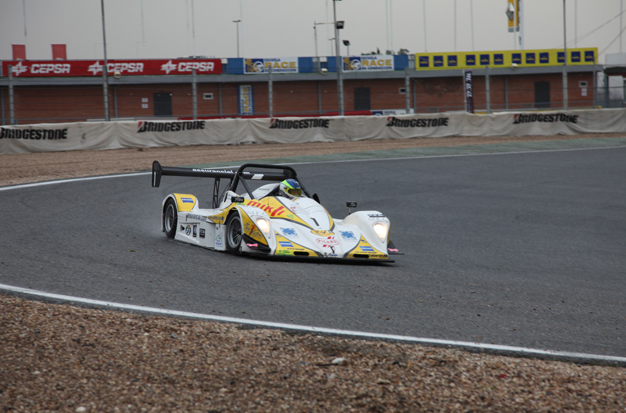
La Norma M20F du championnat VdeV 2010

- M6 (1990) avec un moteur W12 conçu par Guy Nègre

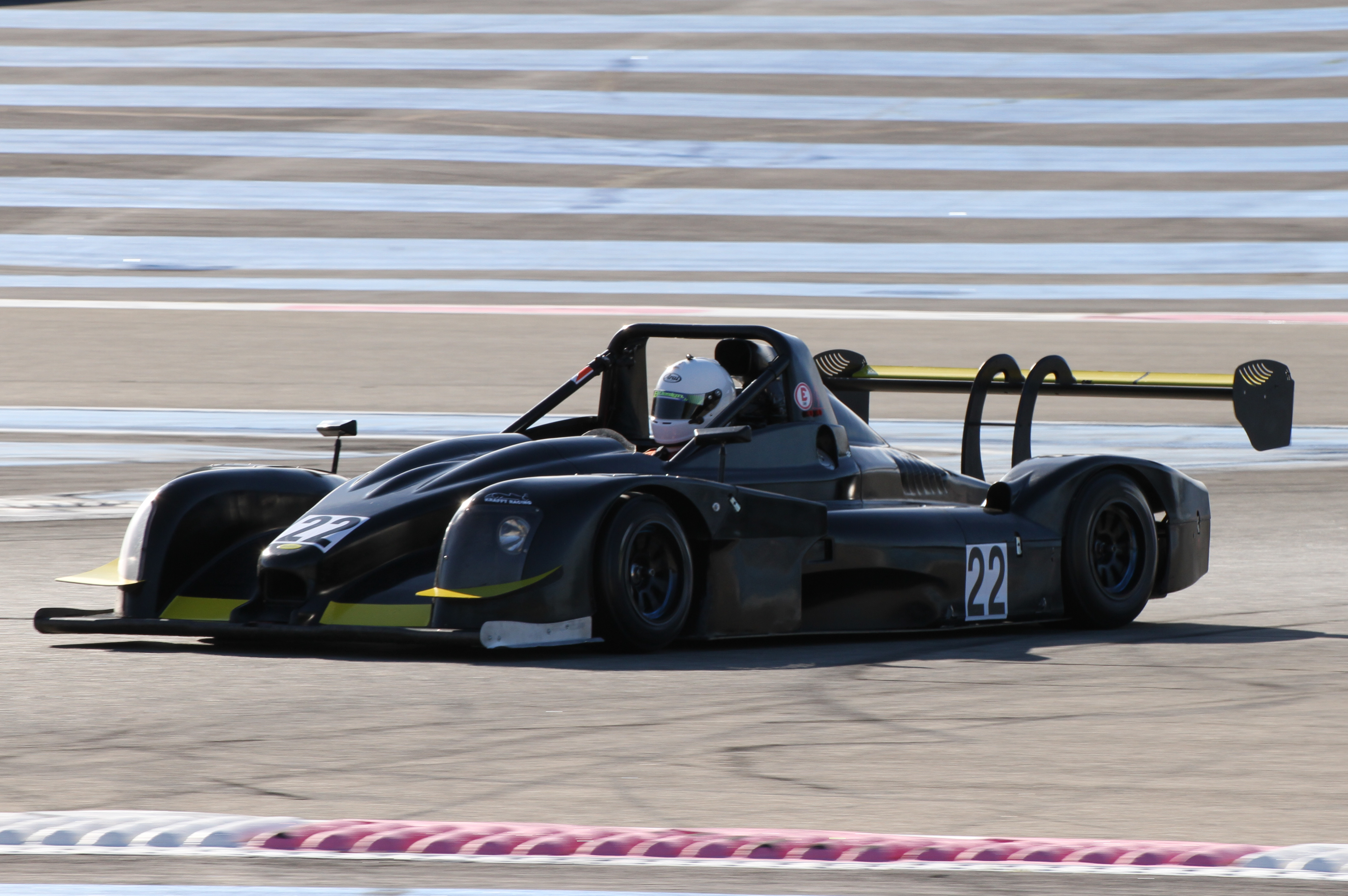
Norma M20 FC Krafft Racing "Trophée Proto 2015"

- M14 (1995)
- M18 (1999)
- M2000 (2000)
- M20 (2003)
- M200 (LMP2 2010)[11]

- M20 FC (VdeV 2011)[12]

- M20 "RD Limited" (Pikes Peak 2016)
- M30 (LMP3 2016)
- D08 (LMP3 2020)